# Vosgi (dipartimento)
Il dipartimento dei Vosgi (Vosges) è un dipartimento francese della regione Grand Est. Il territorio del dipartimento confina con i dipartimenti della Mosa (Meuse) e della Meurthe e Mosella a nord, del Basso Reno (Bas-Rhin) e dell'Alto Reno (Haut-Rhin) a est, del Territorio di Belfort (Territoire de Belfort) e dell'Alta Saona a sud, e dell'Alta Marna (Haute-Marne) a ovest.
Le principali città, oltre al capoluogo Épinal, sono Neufchâteau, Saint-Dié-des-Vosges, Remiremont, Gérardmer, Mirecourt e Vittel.